# Верхне-Чирская (метеорит)
Метеорит Верхне-Чирская (англ. Verkhne-Chirskaia, синонимы: Verkhne Tschirskaia, Verchne Cschirskaja, Werkhne-Tschirskaia.) — метеорит хондрит, весом 7,545 кг. Находится в Музее естествознания Харьковского Университета.

## История
30 октября (11 ноября) 1843 года в 30 верстах на юго-запад от станицы Верхне-Чирская упал метеорит.
9 (21) августа 1847 на заседании Общего собрания С. С. Уваров сообщил, что в 1843 г. начальство Земли Войска донских казаков прислало в Харьковский университет аэролит.
Был описан Н. Д. Борисяком и передан в Императорскую Академию наук.